# Robin Jünger
Robin Jünger (* 10. Juli 1996 in Lich) ist ein deutscher Politiker (AfD). Er zog 2025 über den dritten Listenplatz der AfD Hessen in den 21. Deutschen Bundestag ein.

## Leben
Jünger bestand 2014 sein Abitur. Hierauf folgte eine kaufmännische Berufsausbildung. Im Oktober 2017 wurde er Persönlicher Referent des AfD-Bundestagsabgeordneten Uwe Schulz; dies blieb er bis 2025. Seit 2020 ist Jünger auch unternehmerisch tätig.

### Politik
Seit 2015 ist Jünger Mitglied der Alternative für Deutschland. 2019 wurde er in den Kreisvorstand der AfD Gießen gewählt. Seit 2024 ist er Mitglied im Landesvorstand der AfD Hessen.